# 7,5-cm-Gebirgskanone 1933 L 22

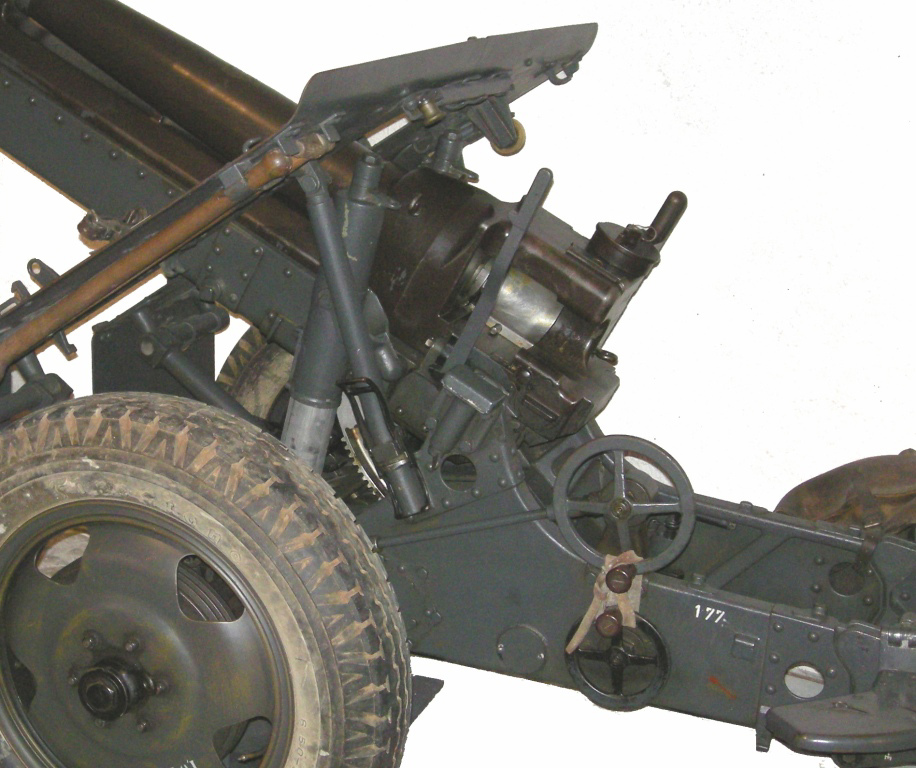
Mot Geb Kan 1948, Verschluss

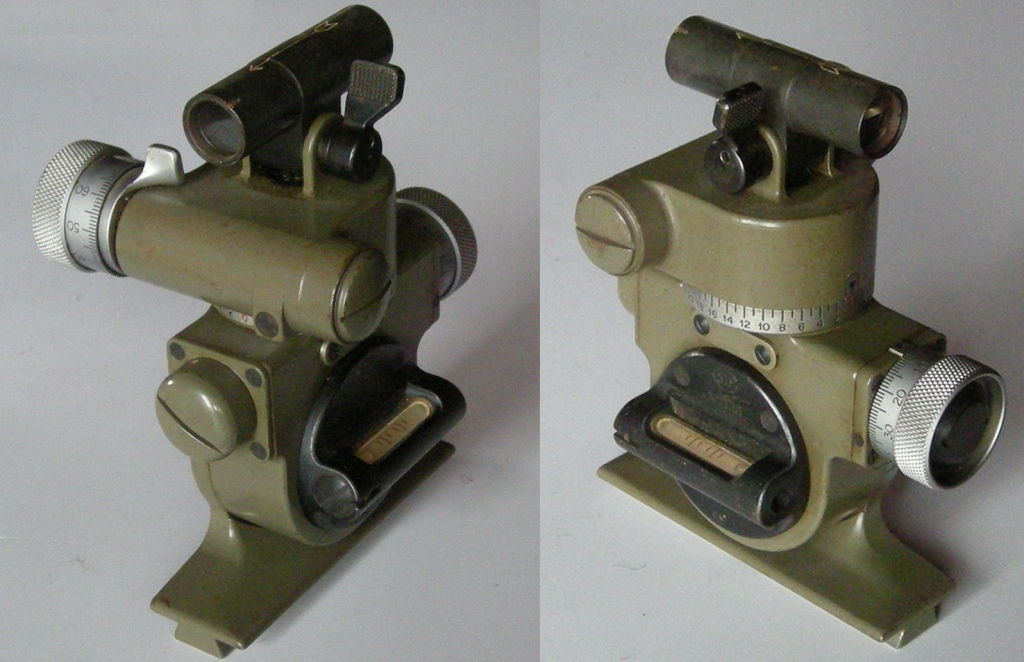
Hilfsaufsatz mit Sucher, einer Trommel zur Einstellung von Elevation und einer zur Einstellung des Azimuts

Die Schweizer 7,5-cm-Gebirgskanone 1933 L 22 löste die von Krupp gefertigte 7,5-cm-Gebirgskanone Ord 1906 ab. Die Waffe wurde später zur 7,5 cm Mot Geb Kan 1938 L 22 und nach dem Zweiten Weltkrieg zur 7,5 cm Mot Geb Kan 1948 L 22 umgebaut, um den Motorzug zu ermöglichen.

## Evaluation, Einsatz
Am 8. Dezember 1924 beschloss der Bundesrat, die Gebirgsartillerie zu erneuern. Divisionär Bridel, Chef Artillerie schlug vor, die 7,5-cm-Gebirgskanonen Ord 1906 zu ersetzen, da diese zum Teil stark ausgeschossen waren. Als Ersatz schlug er das von der Firma Škoda in Pilsen hergestellte Škoda-Gebirgsgeschütz M 1914 mit verschiedenen Rohrvarianten in den Kalibern 9 – 10,5 cm  vor. Das EMD stellte dieser Waffe ein von der schwedischen Firma Bofors entwickeltes Geschütz, das Gebirgsgeschütz L/20 Modell 1928, im Kaliber 7,5 cm gegenüber. Die Begründung war, dass diese moderner sei und eine leichtere Munition verschiesse, was wegen der schwierigen Transportbedingungen im Gebirge ein Vorteil sei. Beide Geschütze hatten eine maximale Elevation von 50° und konnten so auch als Haubitzen eingesetzt werden. Nach Versuchen entschied sich der Bundesrat 1933 für das Geschütz von Bofors; ein Vorteil war zudem, dass es in Lizenz in der Schweiz gefertigt werden konnte. Diese zur 7,5 cm Mot Geb Kan 1938 L 22 weiterentwickelte Kanone wurde im Zweiten Weltkrieg zuerst an die Mot. Kan. Batterien der Leichten Brigaden abgegeben. Ein Nachteil der Waffe war ihr kleiner Seitenschwenkbereich und die geringe Geschossgeschwindigkeit beim Einsatz zur Panzerabwehr. Ab 1941 wurde die Waffe auch vermehrt an die Gebirgstruppen abgegeben.
Während des Krieges wurden bei Sulzer auch Rohre in längerer Ausführung, L 30 anstatt L 22 für den Einbau in Festungen hergestellt. Zwei solche Festungsgeschütze befinden sich in der Festung Reuenthal. Sie sind auf einer Minimalschartenlafette montiert.

## Das Geschütz
Die 7,5-cm-Gebirgskanone 1933 L 22 wiegt schussbereit 790 kg, fahrbereit 850 kg. Das bei Sulzer gefertigte Geschützrohr und Verschlussgehäuse ist einteilig und aus massivem Stahl gefertigt. Beim Schuss läuft das System auf der mit einer  Rücklaufbremse versehenen Oberlafette 800 mm zurück, wird hydraulisch gebremst und durch 2 Federn wieder nach vorne gebracht. Der horizontal eingesetzte Flachkeilverschluss funktioniert halbautomatisch. Dies bedeutet, dass er sich nach dem Einsetzen der Patrone durch Federkraft automatisch schliesst; die Waffe ist schussbereit. Beim Vorlauf des Systems nach dem Schuss öffnet sich der Verschluss automatisch und wirft die abgeschossene Hülse aus. Die Waffe ist ladebereit. Gezündet wird der Schuss durch das im Verschluss eingebaute Schloss, der Zündstift schlägt die zentral im Hülseboden angebrachte Zündkapsel an. Gesamtlänge des Rohres 1650 mm, Kaliber 7,5 cm. Konstanter Rechtsdrall 25 Kal, 7° 10'. Gesamtlänge des Geschützes 1,8 m, Breite (Achslänge) 1 m, Spur 0,76 m.
Der Einsatz der Waffe erfolgte immer ab seiner Einholmlafette, die durch Einrammen ihres am hinteren Ende angebrachten Erdsporns am Zurückrollen gehindert wurde. Sie war in ihrem vorderen Bereich geteilt, diese Öffnung erlaubte den Rücklauf des Rohres beim Steilschuss. Im Gegensatz zu einer Spreizlafette erlaubte sie nur eine kleine Verstellung der  Seitenrichtung vom 53 Promille nach links und nach rechts. Der Höhenbereich betrug minus 175 Promille plus 875 Promille (50°), das Geschütz konnte somit auch wie eine Haubitze im indirekten Schuss eingesetzt werden.
Die Bedienungsmannschaft bestand aus einem Geschützchef und 5, später 8 Mann. Beim Einsatz sassen der Richtschütze links und der Lader rechts auf beidseitig an der Lafette angebrachten Sitzen. Die Richt- und Zielvorrichtung war direkt vor dem Richtschützen seitlich an der Rücklaufbremse angebracht. Sie bestand aus dem Trommelaufsatz mit dem darauf angebrachten Ziel- und Richtfernrohr. Der Trommelaufsatz diente zur Einregulierung der Rohrneigung. Für das direkte Zielen war am Schutzschild eine verschliessbare Öffnung angebracht. Beim Ausfall der Zielvorrichtung konnte eine Hilfszielvorrichtung für indirektes Richten direkt hinten auf dem Rohr angebracht werden.
Der Transport der 7,5-cm-Gebirgskanone 1933, gezogen auf seiner Radlafette mit eisenbereiften Holzrädern erfolgte durch Pferdezug oder gebastet in 9 Lasten. Im Unterschied zum Vorgänger war das Modell 1938 mit Metallrädern mit Hohlkammergummi – Bereifung ausgerüstet, 1948 wurden diese gegen Räder mit Pneus ausgetauscht. Beide Geschütze wiegen etwas schwerer.

## Verwendete Munition
Die in der 7,5-cm-Gebirgskanone 1933 L 22 und ihren Nachfolgern verwendeten Geschosse entsprachen denen der in der ab 1903 bei der Artillerie eingeführten 7,5-cm-Feldkanone, der 7,5-cm-Kanone 03/22 L 30. Schrapnelle wurden in der Gebirgskanone keine mehr verschossen. Die verwendeten Hülsen waren etwas kürzer als die der Feldkanone, da die Einheitsladung (Ladg 5) der Gebirgskanone kleiner war.  Geschoss und Hülse wurden als Einheit ins Rohr geladen. Verschossen wurde eine
- Stahlgranate mit Doppelzünder (St G DZ), Gewicht 6,4 kg
- Stahlgranate mit Momentanzünder (St G MZ), Gewicht 5,75 kg
- Rauchgranate mit Momentanzünder (RG MZ) Gewicht 5,75 kg
- Spitzgranate mit Momentanzünder (Sp G MZ), Gewicht 5,95 kg
- Rauch Spitzgranate mit Momentanzünder (R Sp G MZ), Gewicht 5,95 kg
- Panzergranate

## Ballistik
Bei Verwendung der grösstmöglichen Ladung (Ladg. No. 5) wurden folgende Anfangsgeschwindigkeit v0 und Schussdistanz erreicht:
- St G DZ, 465 m/s, 8700 m
- St G MZ, RG MZ, 484 m/s, 8900 m
- Sp G MZ, R Sp G MZ, 480 m/s, 10 000 m